# Нежинцев, Евгений Саввич
Евгений Саввич Нежинцев (17 марта 1904 — 10 апреля 1942) — русский советский поэт, рабочий корреспондент.

## Биография
Евгений Саввич Нежинцев родился 17 марта 1904 года в Киеве в семье чиновника. Там же учился в гимназии. Начав работать в пятнадцать лет подручным слесаря, сменил несколько видов деятельности: был табельщиком, сторожем, конторщиком, буровщиком, бойцом железнодорожного отряда. В 1921 году получил армейскую путёвку на электротехнический факультет Киевского индустриального института. Будучи рабкором газеты «Пролетарская правда» (с 1922) сочинял стихи и писал заметки на производственные темы. В 1927 году после окончания института был направлен на строительство Волховской гидроэлектростанции, затем переведён в Ленинград на должность инженера Ленэнерго.
После начала Великой Отечественной войны Евгений Нежинцев ушёл добровольцем в отряд народного ополчения, но из-за болезни на фронт не попал.
Евгений Саввич Нежинцев умер от голода в Ленинграде 10 апреля 1942 года.

## Творчество
Первый стихотворный сборник Е. С. Нежинцева был выпущен в 1930 году в Киеве под названием «Яблочная пристань». На следующий год был издан второй сборник стихов — «Рождение песни». С 1931 года — член Всероссийского союза писателей, с 1941 года — Союза советских писателей.
По прошествии почти сорока лет Николай Ушаков вспоминал в своей автобиографии «От книги к книге» о раннем периоде творчества литературной группы, в которой состоял Евгений Нежинцев: «...Сейчас кажется — мы писали тогда коллективно, дополняя друг друга, воодушевлённые единым стремлением — как можно полнее запечатлеть то, чем была насыщена атмосфера современности… Весной 1923 года мы, группа киевских начинающих поэтов — Анатолий Волкович, <...> Лев Длигач, Евгений Нежинцев, Сергей Сац, Борис Турганов, Игорь Юрков и единственный среди нас прозаик Ольга Юркова, — образовали литобъединение «Майна». <...> Советская русская поэзия рано лишилась больного туберкулёзом Игоря Юркова. Это был первоклассный поэт точных слов и цельных образов. Мы ловили себя на том, что поэтические интонации Игоря Юркова становились нашими интонациями...»
Также занимался переводом стихотворений, рассказов, повестей с английского, французского, украинского языков. Переводил произведения Т. Шевченко, И. Франко, М. Коцюбинского, современных украинских поэтов.
Рукописи поэта хранятся в Центральном государственном архиве литературы и искусства Санкт-Петербурга.

## Источник
М. Бенина, Е. Семёнова. Советские поэты, павшие на Великой Отечественной войне. — Академический Проект, 2005. — 576 с. — ISBN 5-7331-0320-5.
- Ленинградские писатели-фронтовики / Владимир Бахтин (автор-составитель). — Л.: Советский писатель, 1985. — 520 с.